# Velyki Mosty
Velyki Mosty (en ucraniano: Вели́кі Мо́сти; en polaco: Mosty Wielkie; en hebreo: מוסט רבתי‎; en ruso: Великие Мосты) es una ciudad del raión de Chervonohrad, en la óblast de Leópolis, Ucrania.
Su población ascendía a 6286 habitantes en 2022. Desde 2017 es sede de un municipio con una población total de unos dieciséis mil habitantes y que incluye como pedanías 16 pueblos: Borové, Boyánets, Butyny, Veryny, Volytsia, Dvirtsi, Zarika, Kulýchkiv, Kupychvoliá, Lísove, Piddovhé, Pidrika, Prystan, Peklynets, Stremin y Shyshaký.

## Geografía
Velyki Mosty está situada sobre el río Rata, a 47 km al norte de Leópolis.

## Historia
Velyki Mosty es originalmente un pueblo fundado en 1472 y más tarde destruido por los Tártaros. En 1549, recibió los privilegios de ciudad, según el Derecho de Magdeburgo, en principio concedidos a los judíos para establecerse allí. La carta municipal de privilegios fue confirmada por Francisco I de Austria el 19 de febrero de 1796. Se edificó un cuartel en la ciudad en 1846. En 1880, Velyki Mosty contaba con 3 809 habitantes. Desde el siglo XIX, la producción de trementina y otras resinas ocupa un lugar importante en la economía local, resinas procedentes de la savia de los bosques de la región. Durante la Segunda Guerra Mundial, los judíos de la ciudad se ven obligados a trabajar y obligados a vivir en un gueto. Más tarde, fueron asesinados.
Antes de la fundación del actual municipio en 2017, Velyki Mosty era una ciudad de importancia distrital en el raión de Sokal. Solamente dos pueblos pertenecían como pedanías al ayuntamiento de la ciudad: Borové y Kulýchkiv.